# جمشید شاه‌محمدی (بازیگر)
جمشید شاه‌محمدی موسوی (زاده ۱۹ مهر ۱۳۱۶ در تهران) بازیگر سینما و تلویزیون است.

## زندگی
جمشید شاه‌محمدی در مهرماه سال ۱۳۱۶ هجری شمسی زاده شد. وی برای ادامه تحصیل در رشته بازیگری در سال ۱۳۴۱ به آمریکا رفت و در سال  ۱۳۴۸ به ایران بازگشت. در سال ۱۳۵۹ از وزارت فرهنگ و هنر بازنشسته شد. از سال ۱۳۶۴ شروع به بازیگری و تهیه‌کنندگی فیلم‌ها نمود.

## فیلم شناسی

### سینما
1. امپراطور جهنم(۱۳۹۵)
2. پاریس تا پاریس (۱۳۸۹)
3. زمهریر (۱۳۸۸)
4. کیفر (فیلم) (۱۳۸۸ در عنوان بندی نیامده)
5. عروسک (۱۳۸۸)
6. پارک وی (۱۳۸۵)
7. مصائب دوشیزه (۱۳۸۵)
8. هدف اصلی (۱۳۸۵)
9. شام عروسی (۱۳۸۴)
10. معادله (۱۳۸۲)
11. بانوی من (۱۳۸۱)
12. عزیزم من کوک نیستم (۱۳۸۰)
13. رنجر (۱۳۷۸)
14. آی پارا (۱۳۷۷)
15. خلبان (۱۳۷۶)
16. حرفه‌ای (۱۳۷۵)
17. سلام به انتظار (۱۳۷۴)
18. ویرانگر (۱۳۷۴)
19. سفر به چزابه (۱۳۷۴)
20. دیدار (۱۳۷۳)
21. ساز ستاره (۱۳۷۳)
22. مرضیه (۱۳۷۳)
23. چشم شیطان (۱۳۷۲)
24. گرگ‌های گرسنه (۱۳۷۰)
25. سلام سرزمین من (۱۳۶۷)

### تلویزیون
- پنجره (مجموعه تلویزیونی) (۱۳۹۰)
- مختارنامه (۱۳۸۹)
- کلاه پهلوی (۱۳۸۹-۱۳۸۲)
- آینه‌های نشکن (۱۳۸۷)
- همه بچه های من (۱۳۸۶) بازیگر مهمان
- باران بهاری (۱۳۸۴)
- روزهای اعتراض (۱۳۸۴ حسین سهیلی‌زاده)
- پیله های پرواز (۱۳۸۳حسین سهیلی زاده)
- بیابان عشق (۱۳۸۰ هوشنگ هدایتی) در برنامه «سیمای خانواده» شبکه ۱ پخش می‌شد.
- آتش و شبنم (۱۳۸۲–۱۳۷۹)
- نیستان[۳] (۱۳۸۰–۱۳۷۹)
- این یک دادگاه نیست (اصغر توسلی، ۱۳۷۹)
- محاکمه (۱۳۷۸–۱۳۷۷)
- بگذار آفتاب برآید (۱۳۷۸–۱۳۷۷)
- خانه در آتش (۱۳۷۳)
- روزگار وصل (۱۳۷۱)
- پژواک (۱۳۵۱) کارگردان